# Notte di San Giovanni

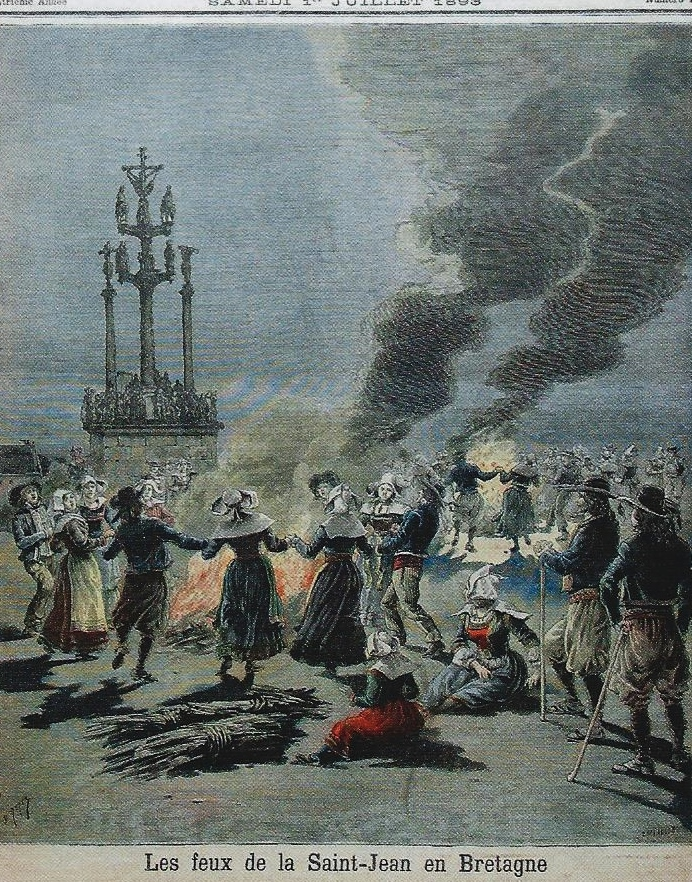
Fuoco di San Giovanni con festeggiamenti davanti a un calvario di un santuario cristiano in Bretagna (illustrazione dalla rivista Le Petit Parisien del 1º luglio 1893)

La notte di San Giovanni è la notte che precede la ricorrenza della natività di San Giovanni Battista, il 24 giugno di ogni anno, quindi la notte fra il 23 e il 24 giugno. Questa notte è conosciuta anche come notte delle streghe in quanto vi viene attribuito dalla superstizione popolare il raduno delle streghe per il loro sabba.. Innumerevoli sono le credenze, le usanze, i riti e le superstizioni diffuse sia in Italia che nell'Europa settentrionale. 
La Notte di San Giovanni è legata alla ricorrenza del solstizio d'estate che cade fra il 20 e 21 giugno, parallelamente a quanto accade per il Natale con il Solstizio d'inverno.

## Proverbi
Molti proverbi popolari sono ispirati a questa notte, per esempio La notte di San Giovanni destina il mosto, i matrimoni, il grano e il granturco è un proverbio popolare a sfondo religioso, diffuso in molte zone d'Italia e la cui spiegazione va ricercata nella straordinarietà di questa notte a cui sono attribuiti poteri magici e sortilegi.

### San Giovanni e la notte dei sortilegi
(lingua veneta)
Il proverbio in veneto ci indica alcuni dei sortilegi compiuti durante la nottata magica: per la mietitura si avanza qualche dubbio a causa della rugiada che, secondo la tradizione, cadrebbe questa notte sul grano; anche il granoturco e l'uva si trovano in una fase delicata dei loro processi; per quanto riguarda il matrimonio, le ragazze cercano di interpretare i presagi per capire le loro sorti amorose.
Nel Molise vi è un'antica usanza che prevede di interpretare il piombo fuso versato nell'acqua dove assume varie forme, inoltre le ragazze per saper se si sposeranno entro l'anno scelgono due cardi e dopo una serie di riti li mettono sul davanzale della finestra. Il mattino seguente, a seconda della posizione assunta dal cardo, sarà possibile esprimere la tanto e sospirata previsione sul matrimonio.
Ma anche in Sardegna si usa porre sulla finestra il fiore del cardo per la manifestazione dei presagi: in questo caso si valuta se il fiore ha attirato formiche o moscerini, che sono associati ai contadini o ai pastori. In Calabria vi è l'usanza del dono da parte delle madri alle loro figlie di una bambola costruita con fiori ed erbe, a rappresentarne il simbolo della fertilità e maternità.

### San Giovanni e le streghe
(veneto)
"Chi nasce la notte di San Giovanni non vede streghe e non sogna fantasmi."
Il proverbio evidenzia che i fortunati che nascono in questa notte sono investiti di poteri straordinari.

### San Giovanni e i fuochi
(veneto d'Istria)
"San Giovanni con il suo fuoco, brucia le streghe, il moro ed il lupo."
Il proverbio rileva l'usanza antica di accendere i fuochi, utili per allontanare la sfortuna e i contagi.
San Giovanni e gli inganni
"San Svan al fa veder l'ingan"
(lingua emiliana)
"San Giovanni fa vedere gli inganni"
Il proverbio suggerisce di non mentire in questo giorno perché le bugie verrebbero scoperte.

## Nella cultura di massa
Alla Notte di San Giovanni sono ispirate le seguenti opere:
- Sogno di una notte di mezza estate di Shakespeare e l'omonima opera musicale di Felix Mendelssohn che ne rappresenta le musiche di scena
- Una notte sul Monte Calvo di Modest Musorgskij
- La canzone Fuochi nella notte, dei C.S.I., originariamente inclusa nell'album Ko de Mondo